# (6024) Ochanomizu
(6024) Ochanomizu es un asteroide perteneciente al cinturón de asteroides, región del sistema solar que se encuentra entre las órbitas de Marte y Júpiter, descubierto el 27 de octubre de 1992 por Atsushi Sugie desde el Observatorio Astronómico Dynic, Taga, Japón.

## Designación y nombre
Designado provisionalmente como 1992 UT4. Fue nombrado Ochanomizu en homenaje al espacio que incluye Kanda-Surugadai y Yushima en Tokio. El nombre significa 'agua de té', porque durante el período Edo, del acantilado brotó agua de gran calidad y fue utilizada para la ceremonia del té por el shogunato Tokugawa.

## Características orbitales
Ochanomizu está situado a una distancia media del Sol de 2,385 ua, pudiendo alejarse hasta 2,594 ua y acercarse hasta 2,175 ua. Su excentricidad es 0,087 y la inclinación orbital 9,178 grados. Emplea 1345,43 días en completar una órbita alrededor del Sol.

## Características físicas
La magnitud absoluta de Ochanomizu es 12,9.